# Riedern (Adelsgeschlecht)

Die Herren von Riedern waren ein Adelsgeschlecht, benannt nach dem Dorf Riedern, einem Ortsteil der unterfränkischen Gemeinde Eichenbühl.

## Geschichte
Erstmals erwähnt wurde das Geschlecht 1206 in einer Urkunde, durch die die Geschwister Eberhard, Conrad, Hermann und Godesdiu ihr Gut in der Breitenau dem Kloster Bronnbach schenkten. Gleichzeitig unterstellten sie sich darin der Lehnsherrschaft des Pfalzgrafen bei Rhein. Wahrscheinlich aber schon einige Jahrzehnte danach gingen die Lehnsrechte auf das Erzstift Mainz über. Dies hatte zur Folge, dass über Generationen hinweg immer wieder Mitglieder des Geschlechts kurmainzische Amtmänner in  Bischofsheim, aber auch in Lauda und Buchen waren. Aus dieser Zeit war bis 1959 in Tauberbischofsheim noch der Riedernsche Hof erhalten.
In einer Reihe von Orten in den heutigen Landkreisen Miltenberg, Main-Tauber und Hohenlohe hatte das Geschlecht Besitzungen und Rechte, so in Heppdiel, Eiersheim, Schönfeld, Gissigheim, Aschhausen, der Riedernhof in Lauda, Königheim, Külsheim-Steinbach Wolferstettener Hof.
Als reichsfreies Adelsgeschlecht waren sie im Ritterkanton Odenwald organisiert.
Walther von Riedern ist 1328 Komtur in Aichach und Hüttenheim im Deutschen Orden.
Mit dem Tod von Alexander von Riedern im Jahr 1588 starb das Geschlecht im Mannesstamm aus. Alexander wurde je zur Hälfte beerbt von seiner Cousine Maria Salome, verheiratet mit Philipp von Schneeberg, und seiner Witwe Anna Maria, geb. von Crailsheim, die sich 1589 mit Bernhard von Wichsenstein zu Hainstadt verehelichte. Sein Grabmal bildet die Rückseite eines Seitenaltars in der Stadtkirche von Tauberbischofsheim.

## Wappen
Das Wappen der Riedern zeigt eine rote Kanne auf silbernem Grund. Die Helmzier besteht aus einer roten Kanne zwischen silbernen Büffelhörnern.

Wappen der Gemeinde Eichenbühl[3]
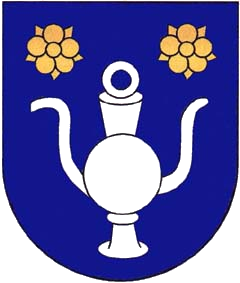
Wappen von Boxtal, Ortsteil von Freudenberg